# 759
Năm 759 là một năm trong lịch Julius.